# シャララ!やれるはずさ/エエジャナイカ ニンジャナイカ
「シャララ!やれるはずさ/エエジャナイカ ニンジャナイカ」（シャララ!やれるはずさ/エエジャナイカ ニンジャナイカ）は、2017年6月14日にアップフロントワークス（zetimaレーベル）から発売されたこぶしファクトリーの4枚目のメジャーシングル。同日、mora（レーベルゲート）にて96kHz/24bitによるハイレゾ版（ファイル形式はFLAC）を含むダウンロードシングルとしても同時配信された。

## 概要
- こぶしファクトリーにとってメジャーデビュー後では初となる両A面シングルでのリリース。
- 藤井梨央にとって最後の参加作品。また、今作のリリース後に同グループを卒業した小川麗奈、および所属事務所との専属マネージメント契約を解除された田口夏実にとっても最後の参加作品となった。
- 初回生産限定盤A・B・SP、通常盤A・Bの5形態での発売。初回生産限定盤はCD+DVD、通常盤はCDのみの商品構成。初回生産限定盤SPのみ、イベント抽選シリアルナンバーカードが封入されている。通常盤の初回仕様のみ、トレカサイズ生写真ソロ8種+集合1種よりランダムにて1枚封入（通常盤Aは「シャララ!やれるはずさ」Ver.、通常盤Bは「エエジャナイカ ニンジャナイカ」Ver.）。

シャララ!やれるはずさ
- 同年9月2日に卒業を控えていた藤井を送り出すべく星部ショウが書き下ろした曲[注釈 3]。
- 熱くポジティブな青春パンクナンバー。
- 2020年3月30日に行われた解散公演の最終曲であり、こぶしファクトリーが最後に歌唱した楽曲。

エエジャナイカ ニンジャナイカ
- 同年7月17日より公開されたこぶしファクトリー主演映画『映画版 JKニンジャガールズ』主題歌。

闇に抜け駆け
- 映画（上述）及び2月23日～3月4日に行われた同グループ主演舞台『JKニンジャガールズ』双方の挿入歌。

ピッチピチトモダッチ
- 『映画版 JKニンジャガールズ』挿入歌。こぶしファクトリー&忍者オヤジーズ名義での歌唱。

## 収録曲

### 初回生産限定盤A・B・通常盤A・B
| #  | タイトル                                        | 作詞       | 作曲       | 編曲                | 時間 |
| -- | ----------------------------------------------- | ---------- | ---------- | ------------------- | ---- |
| 1. | 「シャララ!やれるはずさ」                       | 星部ショウ | 星部ショウ | 宮永治郎            | 4:02 |
| 2. | 「エエジャナイカ ニンジャナイカ」               | 星部ショウ | 星部ショウ | 菊谷知樹/星部ショウ | 4:00 |
| 3. | 「シャララ!やれるはずさ」(Instrumental)         |            |            |                     | 4:02 |
| 4. | 「エエジャナイカ ニンジャナイカ」(Instrumental) |            |            |                     | 4:00 |

| #  | タイトル                               | 作詞       | 作曲・編曲 | 時間 |
| -- | -------------------------------------- | ---------- | ---------- | ---- |
| 1. | 「シャララ!やれるはずさ」(Music Video) | 星部ショウ | 星部ショウ | 4:55 |

| #  | タイトル                                       | 作詞       | 作曲・編曲 | 時間 |
| -- | ---------------------------------------------- | ---------- | ---------- | ---- |
| 1. | 「エエジャナイカ ニンジャナイカ」(Music Video) | 星部ショウ | 星部ショウ | 4:44 |

### 初回生産限定盤SP
| #  | タイトル                                                        | 作詞              | 作曲       | 編曲                | 時間 |
| -- | --------------------------------------------------------------- | ----------------- | ---------- | ------------------- | ---- |
| 1. | 「エエジャナイカ ニンジャナイカ」                               | 星部ショウ        | 星部ショウ | 菊谷知樹/星部ショウ | 4:00 |
| 2. | 「シャララ!やれるはずさ」                                       | 星部ショウ        | 星部ショウ | 宮永治郎            | 4:02 |
| 3. | 「闇に抜け駆け」                                                | 新良エツ子        | 和田俊輔   | 和田俊輔            | 3:32 |
| 4. | 「ピッチピチトモダッチ」(歌：JKニンジャガールズ&忍者オヤジーズ) | 新良エツ子/伴一彦 | 和田俊輔   | 和田俊輔            | 2:51 |
| 5. | 「エエジャナイカ ニンジャナイカ」(Instrumental)                 |                   |            |                     | 4:00 |
| 6. | 「シャララ!やれるはずさ」(Instrumental)                         |                   |            |                     | 4:02 |
| 7. | 「闇に抜け駆け」(Instrumental)                                  |                   |            |                     | 3:30 |
| 8. | 「ピッチピチトモダッチ」(Instrumental)                          |                   |            |                     | 2:49 |

| #  | タイトル                                           | 作詞       | 作曲・編曲 | 時間 |
| -- | -------------------------------------------------- | ---------- | ---------- | ---- |
| 1. | 「エエジャナイカ ニンジャナイカ」(Dance Shot ver.) | 星部ショウ | 星部ショウ | 4:09 |
| 2. | 「シャララ!やれるはずさ」(Dance Shot ver.)         | 星部ショウ | 星部ショウ | 4:14 |

## リリース日一覧
| 地域 | リリース日    | レーベル | 規格                                              | カタログ番号                      |
| ---- | ------------- | -------- | ------------------------------------------------- | --------------------------------- |
| 日本 | 2017年6月14日 | zetima   | CDマキシシングル+DVD                              | EPCE-7339〜40（初回生産限定盤A）  |
| 日本 | 2017年6月14日 | zetima   | CDマキシシングル+DVD                              | EPCE-7341〜42（初回生産限定盤B）  |
| 日本 | 2017年6月14日 | zetima   | CDマキシシングル+DVD                              | EPCE-7343〜44（初回生産限定盤SP） |
| 日本 | 2017年6月14日 | zetima   | CDマキシシングル                                  | EPCE-7345（通常盤A）              |
| 日本 | 2017年6月14日 | zetima   | CDマキシシングル                                  | EPCE-7346（通常盤B）              |
| 日本 | 2017年6月14日 | zetima   | ダウンロードシングル （LC-AAC）                   |                                   |
| 日本 | 2017年6月14日 | zetima   | ハイレゾダウンロードシングル （FLAC 96kHz/24bit） |                                   |

## 参加ミュージシャン
シャララ!やれるはずさ
- ドラム：山内"masshoi"優
- ギター&ベース&プログラミング：宮永治郎
- トランペット：吉澤達彦
- トロンボーン：鹿討奏
- アルトサックス&ブラスアレンジ：竹上良成
- コーラス：星部ショウ・山尾正人

エエジャナイカ ニンジャナイカ
- ドラム：佐野康夫
- ベース：スティング宮本
- ギター&プログラミング：菊谷知樹
- トランペット：鈴木正則
- トロンボーン：鹿討奏
- アルトサックス&ブラスアレンジ：竹上良成
- コーラス：塩原奈美子

闇に抜け駆け
- プログラミング：和田俊輔
- ギター：江畑コーヘー
- 三味線：伊藤ケイスケ
- トランペット：鈴木正則
- トロンボーン：鹿討奏
- アルト&テナーサックス&ブラスアレンジ：竹上良成
- コーラス：新良エツ子

ピッチピチトモダッチ
- プログラミング：和田俊輔
- ギター：江畑コーヘー
- 三味線：伊藤ケイスケ
- トランペット：織田祐亮
- トロンボーン&ブラスアレンジ：前田大輔